# Uldale
Uldale is een dorpje in de civil parish Ireby and Uldale in het Engelse graafschap Cumbria. Het ligt aan de noordgrens van het nationaal park Lake District. De naam van het dorp heeft een Noorse oorsprong en betekent "wolven".
De dorpskerk van de gemeente ligt ongeveer halverwege Uldale en Ireby. Zij dateert van rond 1150, maar het schip werd in 1730 herbouwd. De ramen hebben stijlkenmerken die typerend zijn voor het midden van de achttiende eeuw. Zij staat op de Statutory List of Buildings of Special Architectural or Historic Interest, de Britse monumentenlijst. Verder heeft het dorp een school, een tearoom/galerie (Mae's) en een pub (The Snooty Fox).